# The Springfield Three
The Springfield Three fait référence à un cas de disparition non résolue qui a commencé le 7 juin 1992, quand des amies Suzanne « Suzie » Streeter et Stacy McCall, et la mère de Streeter, Sherrill Levitt, ont disparu de la maison de Levitt à Springfield dans le Missouri. Tous leurs effets personnels, comme leur voiture et leur fortune ont été abandonnés. Il n'y avait aucun signe de lutte, excepté une lampe de poche brisée. Un message sur le répondeur, considéré par la police comme un indice sur la disparition, a été effacé par inadvertance.
En 1997, Robert Craig Cox, un ravisseur et voleur reconnu coupable, a prétendu qu'il savait que les femmes avaient été assassinées et que leur corps ne pourraient jamais être retrouvés. On n'a jamais retrouvé l'emplacement de leur sépulture ni les restes des corps.

## Les victimes
Sherrill Elizabeth Levitt avait 47 ans lors de la disparition. Elle mesurait 1,52 m et pesait 50 kg, elle avait de courts cheveux blonds, les yeux marron ainsi que les oreilles percées. Elle était cosmétologue dans un salon local et mère célibataire, elle était très proche de sa fille, Suzanne Elizabeth « Suzie » Streeter. Streeter avait 19 ans et mesurait 1,65m et pesait 46 kg ; ses cheveux était blonds et lui arrivaient aux épaules, elle avait les yeux marron, comme sa mère. Elle avait des marques distinctives comme une cicatrice sur le haut de l'avant-bras droit, un grain de beauté sur le coin de la bouche ainsi que les oreilles percées (la gauche était percée deux fois). Stacy Kathleen McCall, âgée de 18 ans, mesurait 1,60 m et pesait 54 kg, elle avait de longs cheveux blond foncé et des yeux clairs.

## Disparition
Suzie Streeter et Stacy McCall ont été diplômées du lycée Kickapoo High School le 6 juin 1992. Elles ont été vues pour la dernière fois aux alentours de 2h00 le 7 juin, quand elles quittaient la dernière des quelques fêtes de remise de diplôme auxquelles elles avaient assisté cette soirée. A un moment durant la nuit, elles ont également été vues à Battlefield dans le Missouri. Elles avaient prévu de passer la nuit chez leur amie Janelle Kirby, mais quand elles ont pris la décision d'y aller il y avait trop monde, elles sont donc parties pour aller chez Streeter (et donc chez Levitt) au 1717 rue East Delmar pour finir leur nuit. On suppose qu'elles y sont arrivées, car leurs vêtements, bijoux, sacs à main et véhicules étaient tous présents dans la maison le lendemain,. Sherrill Levitt, la mère de Suzie a été entendue pour la dernière fois vers 23h15 le 6 juin au téléphone par un ami, à propos d'une armoire à peindre. La chronologie présumée est très compliquée, car l'ami qui a vu pour la dernière fois Suzie et Stacy la veille, était également le premier à arriver chez Levitt le lendemain.
Le jour suivant vers 9h00, Kirby et son petit ami ont voulu leur rendre visite : Streeter et McCall ne se sont pas rendues chez eux, alors qu'ils avaient prévu de passer la journée à water park, et étaient supposés partir de la résidence de Kirby. Une fois Kirby arrivée, la porte d'entrée n'était pas fermée à clé, elle est donc entrée dans la maison, mais n'a trouvé aucun signe de Streeter, McCall, ou Levitt ; et les voitures des filles étaient garées à l'extérieur. Elle a également signalé à la police que l'abat-jour en verre de la lampe du porche avait été brisé, bien que l’ampoule elle-même soit intacte. Le petit ami de Kirby l'a innocemment aidée à balayer le verre cassé du porche, et la police a déterminé par la suite qu'ils pouvaient avoir détruit des preuves potentielles. A l’intérieur de la maison, Kirby a trouvé le chien de la famille, un Yorkshire Terrier nommée Cinnamon, qui a paru très agité ; pendant qu'ils étaient à l’intérieur, Kirby a également répondu à un « étrange et troublant appel » d'un inconnu qui faisait des « allusions sexuelles ». Elle a raccroché et a immédiatement reçu un autre appel de nature sexuelle, et elle a raccroché de nouveau le téléphone.
Plusieurs heures plus tard, la mère de McCall, Janis, ne parvenant pas à joindre sa fille au téléphone, décide également d'aller visiter la maison. Quand elle arrive, elle remarque que les trois sacs à main des femmes sont posés sur le sol du salon, elle voit également les vêtements que sa fille portait la veille, soigneusement pliés. Les cigarettes de Levitt et Streeter ont aussi été abandonnées dans la maison. Janis, paniquée, appelle rapidement la police avec le téléphone de la maison pour signaler la disparition des trois femmes ; après avoir passé l'appel, tout en vérifiant le répondeur du téléphone, elle écoute un « message étrange », qui est ensuite effacé par inadvertance. La police a été « très intriguée » par cet appel et pense qu'il « pouvait avoir contenu un indice ». Ils ne pensaient pas non plus que c’était un lien avec les appels malveillants que Kirby a reçus. Les parents de McCall ont contacté la police au sujet de leur fille disparue de la maison de Levitt, plus de 16 heures après la dernière fois que les femmes ont été vues, et d'autres amis et membres de la famille inquiets ont téléphoné et ont visité la maison le lendemain. La police a par la suite estimé que la scène de crime avait été corrompue par dix à vingt personnes qui avaient visité la maison de Levitt. A l'arrivée des officiers, la scène ne montrait aucun signe de lutte, excepté la lumière du porche,,. La police a également noté que quelqu'un avait dormi dans le lit de Levitt. Tous les biens personnels ont été laissés sur place, y compris les sacs à main, l'argent, les voitures, les clés, les cigarettes et le chien de la famille.

## Développements de l'affaire
Le 31 décembre 1992, un homme a appelé la hotline America's Most wanted, car il avait des informations sur la disparition des femmes, mais l'appel a été déconnecté quand le standardiste a essayé d'entrer en contact avec les enquêteurs de Springfield. La police a dit que l'interlocuteur « avait une connaissance de premier ordre des enlèvements » et a publiquement demandé à l'homme de les contacter, mais il ne l'a jamais fait.
Levitt et Streeter ont été officiellement déclarées mortes en 1997. Cependant, leurs dossiers sont encore classés officiellement sous la rubrique « personnes disparues ».
Les enquêteurs ont reçu une information prétendant que les corps des femmes avaient été enterrés dans les fondations du garage sud du parking de l'hôpital Cox. En 2007, la journaliste judiciaire Kathee Baird a invité Rick Norland, un ingénieur mécanicien, à Springfield, pour scanner un coin du parking avec un radar à pénétration de sol (RPS). Norland a trouvé trois anomalies « à peu près de la même taille » qui, selon lui, correspondaient à un « emplacement de sépulture » ; deux des anomalies étaient parallèles et l'autre perpendiculaire. Le porte-parole de la police Lisa Cox a dit que la personne qui a informé la police « n'a fourni aucune preuve ou raisonnement logique derrière cette théorie à ce moment-là ». Elle a également dit que les constructions du parking ont commencé en septembre 1993, plus d'un an après la disparition des femmes. « Il serait extrêmement coûteux de déterrer la zone et de reconstruire cette structure par la suite, et il est illogique de le faire si l'on ne croit pas réellement que les corps pourraient être enterrés ici, et pour ces raisons, la SPD n'a pas l'intention de le faire. Les enquêteurs ont déterminé que cette piste n'était donc pas crédible ». Darrell Moore, un ancien assistant du bureau du procureur du comté de Greene, a déclaré que l'information venait de quelqu'un qui « prétendait être un médium ou qui prétendait avoir un rêve ou une vision de l'affaire ».

## Suspect
En 1997, Robert Craig Cox, emprisonné au Texas en tant que kidnappeur, voleur et suspect d'un meurtre en Floride, déclare à des journalistes qu'il sait que les trois femmes ont été tuées et enterrées, et prétend que leurs corps ne seront jamais retrouvés,. En 1992, Cox vivait à Springfield et, lors d'une entrevue, avait dit aux enquêteurs qu'il était avec son amie à l'église le matin après la disparition des femmes, ce qu'elle a confirmé. Cependant, elle s'est ensuite rétractée, affirmant que Cox lui avait demandé de mentir. Cox a également déclaré qu'il était chez ses parents la nuit de la disparition, et ils ont confirmé cet alibi. Les autorités ne savent pas si Cox était impliqué dans l'affaire ou s'il cherchait à faire reconnaître les meurtres présumés en faisant de fausses déclarations.Cox a déclaré aux autorités et aux journalistes qu'il divulguerait ce qui est arrivé aux trois femmes après la mort de sa mère.

## Dans les médias
L'affaire n'est toujours pas résolue, malgré plus de 5 000 dénonciations du public,.
En juin 1997, un banc a été dédié aux femmes à l'intérieur du jardin commémoratif des victimes dans le parc Phelps Grove de Springfield.
L'affaire a fait l'objet de reportages dans 48 Hours, Unsolved Mysteries et America's Most Wanted. En mars 2011, Investigation Discovery a diffusé The Springfield Three dans sa série télé dédiée aux disparitions.